# Giacomo Manzù
Giacomo Manzù (eredeti neve Manzoni; (Bergamo, 1908.  december 22. - Aprilia, 1991. január 17.) olasz szobrász, grafikus.

## Életpályája
1919-1920 folyamán fafaragó-, 1921-ben aranyozó és stukkókészítő mesternél dolgozott. Autodidakta. 1932 óta rendszeresen szerepelt kiállításokon. Első bronzszobrait 1934-ben készítette el. 1940 és 1954 között a milánói Accademia di Brerán, majd 1954 és 1960 között a salzburgi Nyári Képzőművészeti Akadémián tanított.
Grafikákat, színpadkép- és jelmezterveket is készített. 

## Főbb művei
- A nagy kardinális (1953)
- Széken ülő kislány (1955)
- A nagy szerelmespár (1966)
- Inge mellszobra (1967)
- Ülő kardinális (1974)

## Díjai, elismerései
- Nemzetközi Lenin-békedíj (1966)

## Emlékezete
Milánó Santa Giulia nevű városrészében utat neveztek el  róla.

## Képgaléria

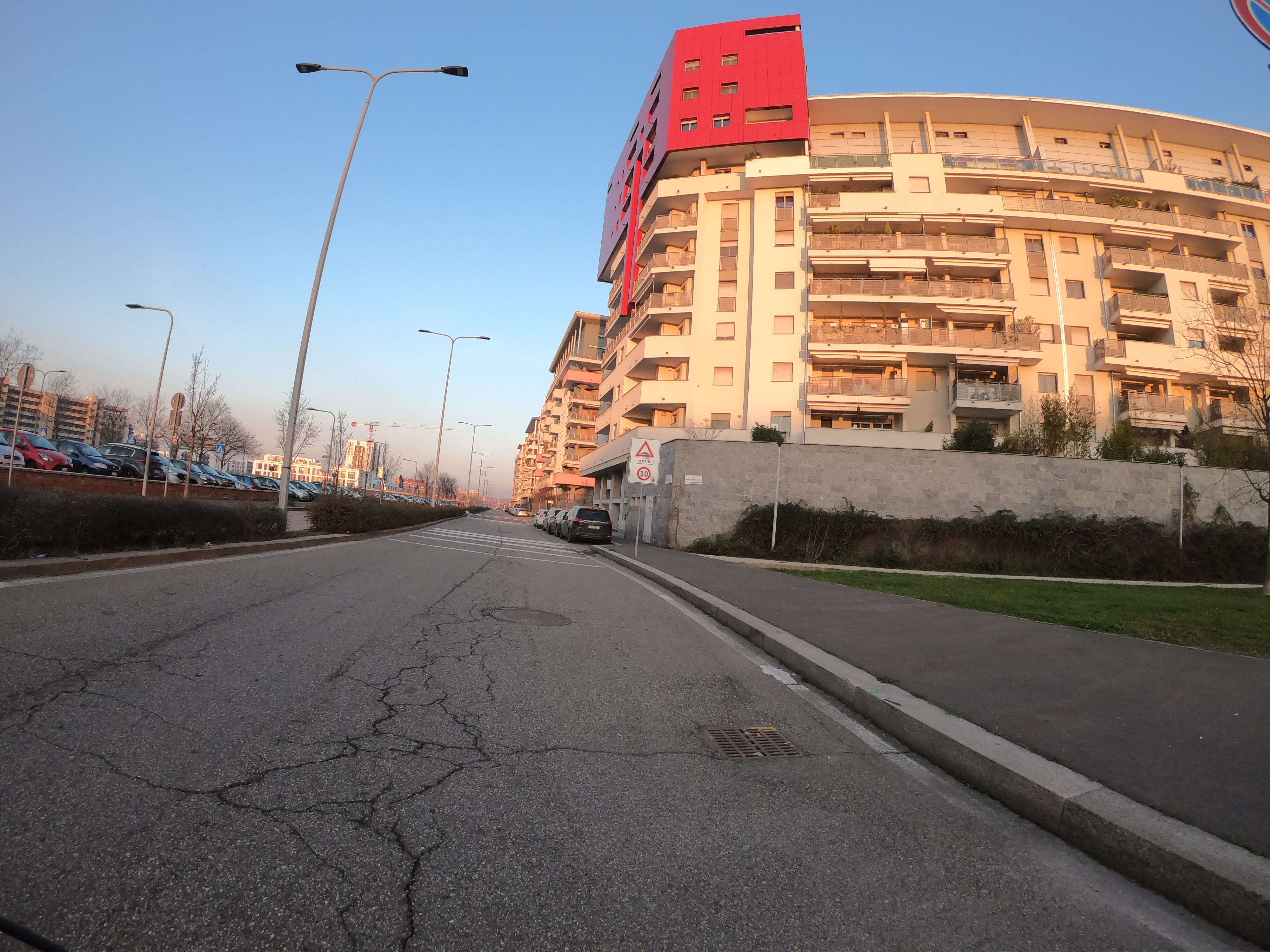
Via Giacomo Manzù
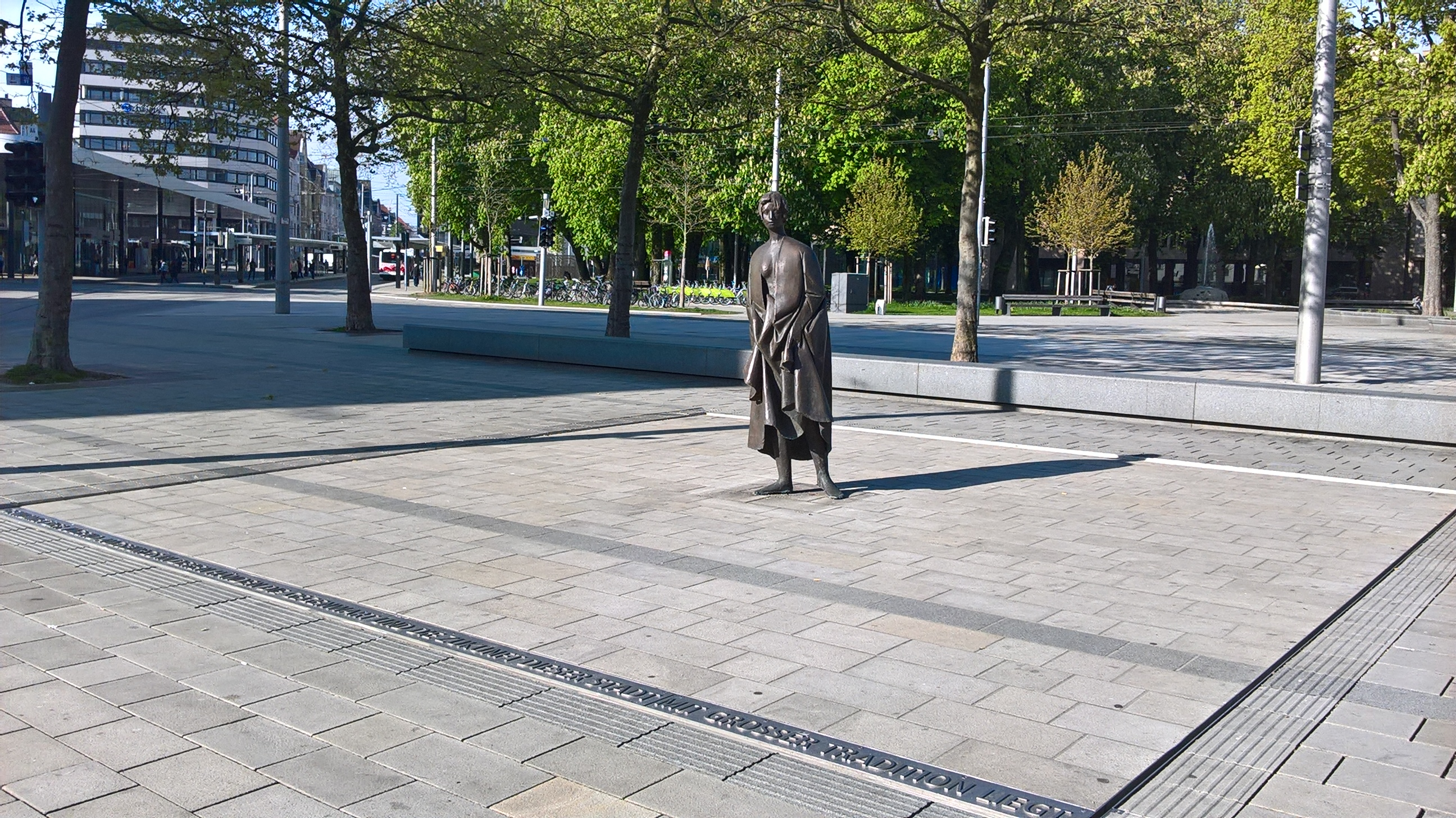
Manzù-kút
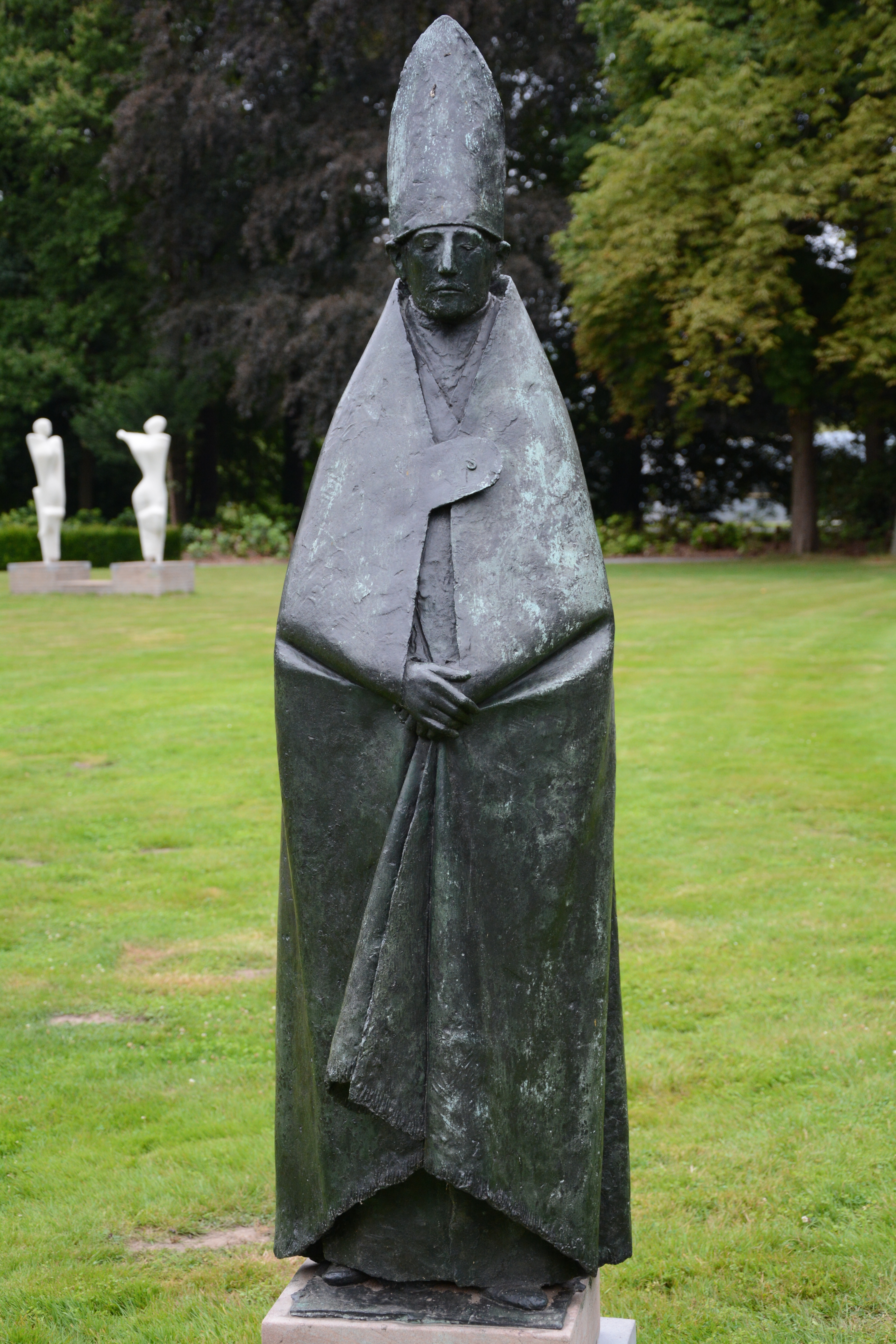
Kardinális  (1952)
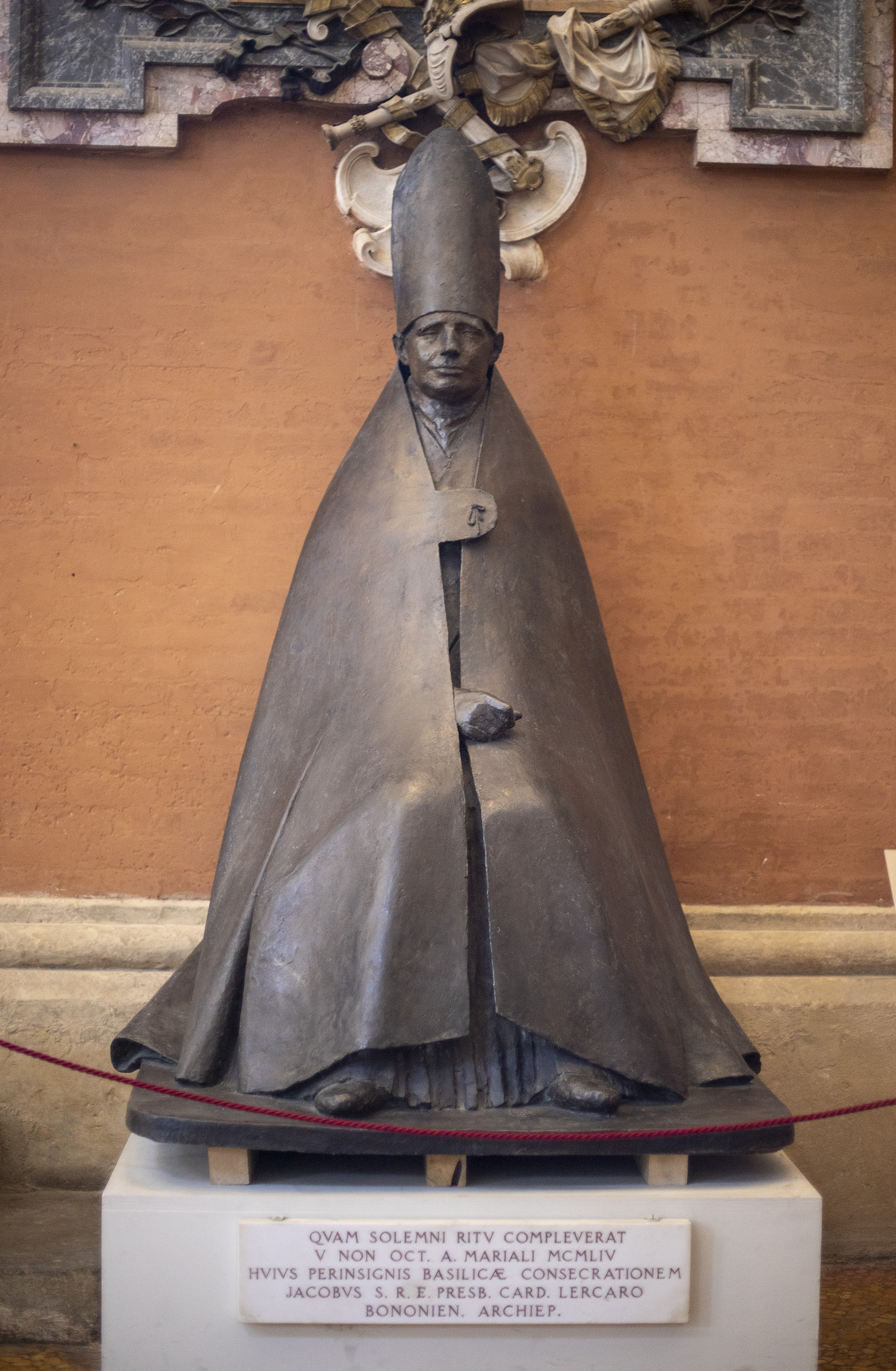
Lercano kardinális (1953)